# Vernou-sur-Brenne
Vernou-sur-Brenne település Franciaországban, Indre-et-Loire megyében. Lakosainak száma 2871 fő (2022. január 1.). Vernou-sur-Brenne Chançay, Monnaie, Montlouis-sur-Loire, Noizay, Reugny és Vouvray községekkel határos.

## Népesség
A település népessége az elmúlt években az alábbi módon változott:
| Lakosok száma | 2000 | 2050 | 2197 | 2711 | 2673 | 2693 | 2707 | 2713 | 2769 | 2871 |
|               | 1968 | 1982 | 1990 | 2006 | 2013 | 2015 | 2017 | 2019 | 2020 | 2022 |